# Лонгстонский маяк
Лонгстонский маяк (англ. Longstone Lighthouse) — маяк, расположенный на скалах Лонгстон архипелага Фарн (англ. Farne Islands) в графстве Нортумберленд, Великобритания. Один из двух действующих маяков архипелага помимо Фарнского маяка.
Маяк был построен по проекту Джозефа Нельсона в 1826 году и первоначально назывался Outer Farne lighthouse. Маяк в этом месте требовался давно. В конце XVII века сэр Джон Клейтон, а позже, в 1755 году, капитан Дж. Блэкхэд просили установить маяк на острове. Обе просьбы были отклонены. В середине 1820-х годов средства на постройку маяка нашлись, и было принято решение о строительстве. Маяк первоначально использовал аргандовы лампы, но в 1952 году был, наконец, электрифицирован, а в 1990 году стал полностью автоматизированным. 
Маяк получил известность в 1838 году после крушения судна Forfarshire и участия Грейс Дарлинг, дочери смотрителя маяка, в спасении терпящих бедствие. Экскурсии на маяк, добраться на который можно на лодке, находятся в ведении The Golden Gate Boat Trip Company по лицензии от Trinity House.